# Bemisia gigantea
Bemisia gigantea là một loài côn trùng cánh nửa trong họ Aleyrodidae, phân họ Aleyrodinae.
Bemisia gigantea được Martin miêu tả khoa học đầu tiên năm 1999.